# سعيد بن حميد
سعيد بن حميد (توفي 864 ميلادية), شاعر وكاتب عراقي فارسي الأصل ولد في بغداد له أخبار وشعر مع حبيبته فضل البصرية.